# انجيلو كوستانزو
انجيلو كوستانزو (بالإنجليزية: Angelo Costanzo)‏ (9 مايو 1976 بأديلايد في أستراليا - ) هو لاعب كرة قدم أسترالي في مركز الدفاع. شارك مع منتخب أستراليا لكرة القدم. أما مع النوادي، فقد لعب مع اديلاند كورباس وكاميبل تاون سيتي أفسي وماركوني ستاليونز ونادي أديلايد سيتي لكرة القدم ونادي أديلايد يونايتد ونيوكاسل يونايتد جتس وSalisbury United FC ‏.

## روابط خارجية
- انجيلو كوستانزو على موقع الاتحاد الدولي (مؤرشف)  (الإنجليزية)
- انجيلو كوستانزو على موقع قاعدة بيانات كرة القدم.إي يو (الإنجليزية)
- انجيلو كوستانزو على موقع ناشيونال فوتبول تيمز (الإنجليزية)